# Ludwig Trepte

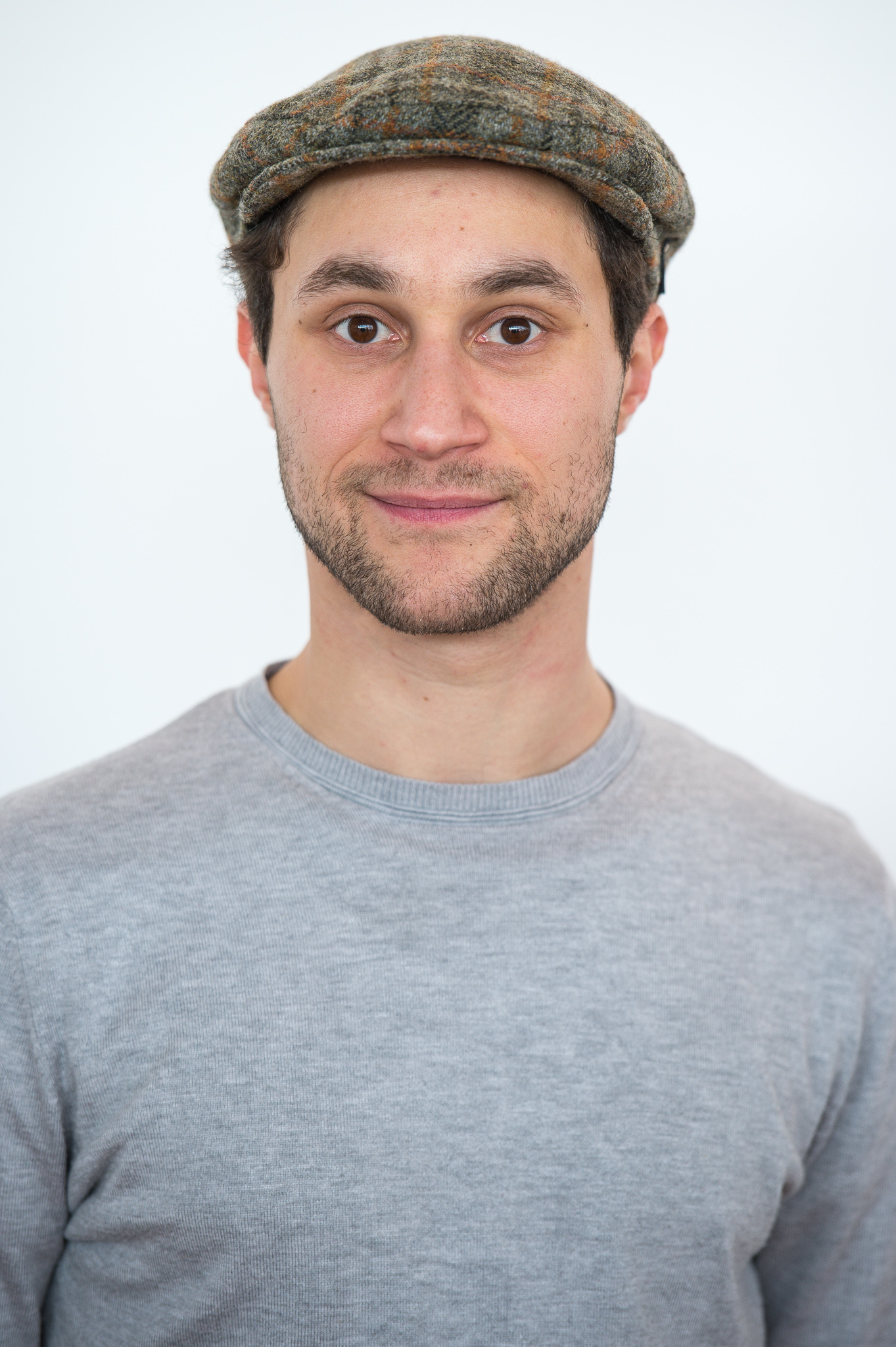
Ludwig Trepte (2017)

Ludwig Trepte (* 17. Mai 1988 in Ost-Berlin) ist ein deutscher Schauspieler.  Seit 2000 trat er in über 65 Film- und Fernsehproduktionen vor die Kamera.

## Leben
Ludwig Trepte ist der jüngste von vier Söhnen des Rockmusikers Stephan Trepte (1950–2020) und dessen Frau, Conny Trepte. 
Er lebt in Berlin, ist verheiratet und Vater einer Tochter (* 2011) und eines Sohnes (* 2018).
Von August 2018 bis 2023 förderte Trepte die Arbeit des Deutschen Roten Kreuzes als Botschafter, insbesondere die Tätigkeiten zur Verbreitung des Humanitären Völkerrechts.

## Werdegang
Als Trepte elf Jahre alt war, meldete ihn seine Mutter bei einem Casting an, für eine kleine Nebenrolle als Zeitungsjunge in der fünfteiligen ZDF-Kinderserie Beim nächsten Coup wird alles anders, im Polizeiruf 110 Bei Klingelzeichen Mord und im Tatort Bienzle und der heimliche Zeuge. In seiner ersten Kinohauptrolle Kombat Sechzehn spielte er 2005 den Anführer einer Naziclique. Für seine zweite Hauptrolle im Spielfilm Keller erhielt er auf dem 27. Filmfestival Max Ophüls Preis 2006 den Preis als bester Nachwuchsdarsteller. Weitere Hauptrollen übernahm er in den Filmen Auf ewig und einen Tag (2006), Sieben Tage Sonntag (2007), im Episodenfilm 1. Mai – Helden bei der Arbeit und im Fernsehfilm Guten Morgen, Herr Grothe (2007), für den er 2008 den Grimme-Preis erhielt.
In Christoph Röhls Film Ein Teil von mir spielte er 2008 einen zurückhaltenden, liebenswürdigen und sich aus der Verantwortung für sein Kind stehlenden jungen Mann, der überraschend Vater geworden ist. In dem Jugenddrama Ihr könnt euch niemals sicher sein (2008) spielte er die Rolle eines verhaltensauffälligen Jugendlichen, für die er 2009 erneut den Grimme-Preis erhielt. In Frankreich drehte er unter der Regie von Wolfgang Fischer den Spielfilm Was Du nicht siehst (2009) gemeinsam mit Frederick Lau und Alice Dwyer. Des Weiteren wirkte er 2009 neben Anke Retzlaff in dem Musikvideo Louise der Berliner Pop-Rock-Band Eisblume als Junge mit.
Internationale Aufmerksamkeit erhielt Trepte als Viktor Goldstein in dem Dreiteiler Unsere Mütter, unsere Väter. Der Film wurde 2014 mit dem internationalen Emmy in der Kategorie TV Movie/Mini-Series ausgezeichnet. 2014 war er als Heinz in Ole Bornedals achtteiliger dänischer Fernsehserie 1864 zu sehen, die sich um die Niederlage Dänemarks im Deutsch-Dänischen Krieg von 1864 dreht. 2015 übernahm er in dem ZDF-Dreiteiler Tannbach – Schicksal eines Dorfes unter der Regie von Alexander Dierbach die Rolle des Lothar Erler neben Nadja Uhl, Henriette Confurius und Jonas Nay. Der Kurzfilm Erledigung einer Sache (2014) von Dustin Loose nach der gleichnamigen Kurzgeschichte des schwedischen Bestsellerautors Håkan Nesser wurde mit Trepte in der Hauptrolle 2015 mit dem Studenten-Oscar der Academy of Motion Picture Arts and Sciences ausgezeichnet. In Lars Kraumes sechsteiliger ZDF-Fernsehserie Die Neue Zeit spielte Trepte 2019 den ungarisch-amerikanischen Architekten und Designer Marcel Breuer vom Weimarer Bauhaus.

## Filmografie

### Kino
- 2001: Emil und die Detektive
- 2005: Kombat Sechzehn
- 2005: Keller – Teenage Wasteland
- 2006: Schwesterherz
- 2007: Sieben Tage Sonntag
- 2008: 1. Mai – Helden bei der Arbeit
- 2008: Ein Teil von mir
- 2009: Im nächsten Leben
- 2009: Was Du nicht siehst
- 2010: Aghet – Ein Völkermord
- 2014: Erledigung einer Sache (Kurzfilm)
- 2015: Im Spinnwebhaus
- 2018: Spielmacher
- 2021: Lauras Stern
- 2021: Am Ende der Worte
- 2023: WOW! Nachricht aus dem All

### Fernsehen

#### Fernsehfilme
- 2006: Auf ewig und einen Tag
- 2007: Guten Morgen, Herr Grothe
- 2008: Ihr könnt euch niemals sicher sein
- 2010: Kreutzer kommt
- 2012: Rat mal, wer zur Hochzeit kommt
- 2012: Deckname Luna (Zweiteiler)
- 2013: Der große Schwindel
- 2013: Unsere Mütter, unsere Väter (Dreiteiler)
- 2013: Eine mörderische Entscheidung
- 2014: Bornholmer Straße
- 2015: Tannbach – Schicksal eines Dorfes (Dreiteiler)
- 2016: Die Kinder der Villa Emma
- 2017: Die Firma dankt
- 2020: Unsere wunderbaren Jahre (Dreiteiler)

#### Fernsehserien und -reihen
- 2001: Beim nächsten Coup wird alles anders (5 Folgen)
- 2001: Tatort: Bienzle und der heimliche Zeuge
- 2001: Polizeiruf 110: Bei Klingelzeichen Mord
- 2008: Commissario Laurenti – Der Tod wirft lange Schatten
- 2008: Tatort: Schatten der Angst
- 2008: Das Duo – Echte Kerle
- 2011: Die Pfefferkörner (Folge Käufliche Intelligenz)
- 2011: Tatort: Heimatfront
- 2011: Großstadtrevier (Folge Katzenjammer)
- 2012: Der Dicke (Folge Verlustgeschäfte)
- 2012: Der letzte Bulle (Folge Ich sag's nicht weiter)
- 2014: 1864 – Liebe und Verrat in Zeiten des Krieges (1864)
- 2015: Schuld nach Ferdinand von Schirach (Folge Ausgleich)
- 2015: Tatort: Dicker als Wasser
- 2015: Deutschland 83 (8 Folgen)
- 2015: Alarm für Cobra 11 – Die Autobahnpolizei (Folge Lockdown)
- 2017: Kommissar Marthaler – Die Sterntaler-Verschwörung
- 2017–2019: 4 Blocks (10 Folgen)
- 2018: Deutschland 86 (10 Folgen)
- 2018: Ein starkes Team – Tod einer Studentin
- 2018: Tanken – mehr als Super (12 Folgen)
- 2019: Die Neue Zeit (6 Folgen)
- 2019: Charlotte Link – Im Tal des Fuchses
- 2022: Tatort: Marlon
- 2022: Breisgau – Nehmen und Geben
- 2023: Asbest (Serie)
- 2023: Tatort: Aus dem Dunkel

## Hörspiel
- 2023: Boudicca. Die Keltenkriegerin – 8-teiliger Hörspiel-Podcast nach wahren Begebenheiten, Regie: Martin Zylka, WDR[7]

## Auszeichnungen
- 2006: Max-Ophüls-Preis für seine Rolle als Paul in Keller – Teenage Wasteland
- 2006: Nominierung für den Undine Award als bester jugendlicher Charakter-Darsteller für seine Rolle als Paul in Keller – Teenage Wasteland
- 2007: Nominierung für den Deutschen Fernsehpreis „bester Schauspieler Nebenrolle“
- 2008: Goldene Kamera (Lilli Palmer & Curd Jürgens Gedächtniskamera) als „bester Nachwuchsschauspieler“
- 2008: Adolf-Grimme-Preis für seine Darstellung in Guten Morgen, Herr Grothe
- 2008: Nominierung für den New Faces Award in 1. Mai – Helden bei der Arbeit
- 2008: Sonderpreis der Jury für darstellerische Leistung beim Fernsehfilm-Festival Baden-Baden für Ihr könnt euch niemals sicher sein
- 2009: Adolf-Grimme-Preis für Ihr könnt euch niemals sicher sein
- 2009: Nachwuchsdarstellerpreis für Ein Teil von mir, Filmkunstfest Mecklenburg-Vorpommern
- 2009: 5. Marler Fernsehpreis für Menschenrechte in der Sparte Spielfilm für Tatort: Schatten der Angst
- 2011: Franz Hofer-Preis/Filmhaus Award vom Filmhaus Saarbrücken in Anerkennung seines schauspielerischen Schaffens[8]
- 2013: Bayerischer Fernsehpreis: Sonderpreis der Jury für die darstellerische Leistung in Unsere Mütter, unsere Väter (gemeinsam mit Katharina Schüttler, Miriam Stein, Volker Bruch und Tom Schilling)
- 2013: Deutscher Fernsehpreis – (Ensemble Unsere Mütter, unsere Väter)